# Saintongeais

Verbreitung des Saintongeais

Saintongeais (patouê saintonjhouê, jhabrail) ist eine Sprache in Frankreich. Sie gehört zu den Langues d’oïl. Seit 2007 gilt sie als vom Poitevin verschiedene Sprache. Das Gebiet des Saintongeais gehört zu den Départements Charente, Charente-Maritime, Deux-Sèvres, Vendée und Gironde. Das Saintongeais hat das Quebecer Französisch, das Akadische Französisch und das Cajun stark beeinflusst. Es gibt Radiosendungen auf Saintongeais. Die zweisprachige Zeitschrift Xaintonge wird zwei Mal im Jahr veröffentlicht. Die Buchstaben ien werden wie eun ausgesprochen.

## Bekannte Sprecher des Saintongeais
- Burgaud des Marets, Linguist und Mundartautor des 19. Jahrhunderts
- Goulebenéze
- Odette Comandon, Schauspielerin
- Athanase Jean, Komödienautor auf Saintongeais
- Les Binuchards, Rockgruppe auf Sainteongeais

## Ausdrücke
- affaire: Gegenstand
- garouil: Mais
- veye: sehen